# Sorosutan
Sorosutan is een bestuurslaag in het regentschap Jogjakarta van de provincie Jogjakarta, Indonesië. Sorosutan telt 16.012 inwoners (volkstelling 2010).